# Idaea maisongrossei
Idaea maisongrossei är en fjärilsart som beskrevs av Claude Herbulot 1978. Idaea maisongrossei ingår i släktet Idaea och familjen mätare. Inga underarter finns listade i Catalogue of Life.